# 短鲽
短鲽或新西蘭短鰈為輻鰭魚綱鰈形目鰈亞目棘鮃科的其中一種，為熱帶海水魚，分布於印度西太平洋區，從波斯灣至東印度群島海域，棲息深度18-92公尺，本魚底色淡黃色或土黃色，背鰭、臀鰭與尾鰭顏色比身體身並具有灰白色斑點，沒有眼睛一邊微白色。雄魚背鰭鰭條前緣部分延長，尾鰭有13-14個分支條而且具圓邊緣，背鰭軟條65-77枚，臀鰭軟條41-50，體長可達14公分，棲息在沙泥底質底層水域，以底棲生物為食，生活習性不明，通常被作成魚粉。该物种的模式产地在新西兰。